# 奥斯卡·拉方丹
奥斯卡·拉方丹（德語：Oskar Lafontaine；1943年9月16日—），德国左翼政治家。1985年至1998年，他担任萨尔州部长兼州长，1995年至1999年，他担任社会民主党的领导人。在1990年德国联邦选举中，他是社民党的总理候选人，但未能取胜。1998年，社民党在联邦选举中获胜后，他在总理格哈特·施罗德的领导下担任财政部长，但不到六个月后，他就辞去了财政部和联邦议院的职务，在小报上成为施罗德政策的热门反对者。

## 生平
生于德国萨尔州萨尔路易，1985年至1998年擔任萨尔州州长。1990年被社会民主党推选为联邦总理参选人，參選德國統一後的首次大選，其後敗予基民盟時任聯邦總理赫尔穆特·科尔。1995年至1999年任德國社会民主党主席。1998年任联邦财政部长。1999年3月他因不同意施羅德第三條道路的右倾政策和反对内阁“缺乏合作”的内斗表现，而辞去党主席和財長职务，党主席由施羅德接任。

## 加入左翼黨
2005年5月正式退出社民党，6月他带领追随者成立劳动和社会公正－选举替代。当年在接受媒体采访时，拉方丹指责“外国劳工”（Fremdarbeiter，多为纳粹德国用语）对德国劳动力构成威胁，遭到德国多位知名作家的谴责，称他试图吸引德国极右翼和排外选民。拉方丹之后表示自己说错了。2007年，与左翼党.民社党合并为左翼党。2005年至2009年10月9日任德国联邦议会左翼党党团主席。2009年10月9日辞去议会左翼党党团主席职务。2022年3月17日，拉方丹表示左翼黨不再是社会不稳定和社会不公的替代方案，决定退出左翼黨。2024年，拉方丹加入莎拉·瓦根克内希特联盟—理性和公正。